# Pseudoclimaciella cachani
Pseudoclimaciella cachani är en insektsart som beskrevs av Poivre 1982. Pseudoclimaciella cachani ingår i släktet Pseudoclimaciella och familjen fångsländor. Inga underarter finns listade i Catalogue of Life.